# 로봇 저널리즘
로봇 저널리즘(Robot Journalism)은 기존 언론의 정확성과 신뢰성을 유지하면서 컴퓨터 알고리즘을 이용하여 자동으로 작성되는 뉴스 기사, 혹은 이러한 언론의 변화 흐름을 지칭한다. 기존에는 자료 분석 등 기자를 보조하는 역할만 해 왔으나 2010년대가 지남에 따라 스포츠, 재난, 금융 분야에 있어 기존 언론인을 대체할 수 있을 정도로 발전함에 따라 로봇 저널리즘이라는 용어가 탄생했다.